# Кісляки
Кісляки (пол. Kiślaki) — село в Польщі, у гміні Тикоцин Білостоцького повіту Підляського воєводства.
Населення — 96 осіб (2011).
У 1975-1998 роках село належало до Білостоцького воєводства.

## Демографія
Демографічна структура станом на 31 березня 2011 року:
|          | Загалом | Допрацездатний вік | Працездатний вік | Постпрацездатний вік |
| -------- | ------- | ------------------ | ---------------- | -------------------- |
| Чоловіки | 47      | 13                 | 26               | 8                    |
| Жінки    | 49      | 11                 | 26               | 12                   |
| Разом    | 96      | 24                 | 52               | 20                   |